# 諾士佛臺
諾士佛臺（英語：Knutsford Terrace）是一條位於香港九龍尖沙咀的街道，以特色酒吧及餐廳聞名，有九龍蘭桂坊之稱。

## 簡介
諾士佛臺位於香港天文台側的小山丘上，由天文台道開始到諾士佛階完結，地勢較高，亦較為隱蔽。全段均為行人專用區，街道上擺放了酒吧及餐廳枱椅。諾士佛臺與旁邊的諾士佛階（Knutsford Steps）也被稱為諾士佛區。
有不少富有異國風情的餐廳，提供包括土耳其、俄羅斯、西班牙、日本等國特色菜式。入夜後至凌晨時份十分繁盛，與香港島的蘇豪區及蘭桂坊相似。但與蘭桂坊相比，部分酒吧則較為大眾化及本地化。諾士佛臺側的諾士佛階亦有不少特色餐廳，設有樓梯與美麗華商場連接。
諾士佛臺於19世紀末期，曾建有16座歐洲式小型別墅。

## 事件
2023年9月14日早上天文台一度發出紅色暴雨警告信號期間，尖沙咀金巴利道地盤有26米高的起重機吊臂於工程期間突然倒塌，壓毀諾士佛臺地下酒吧的簷篷以及該大廈部分的平台花園，無人受傷。

## 交通
| 交通路線列表                                 |
| -------------------------------------------- |
| 港鐵 - █ 荃灣綫：尖沙咀站 - █ 屯馬綫：尖東站 |

## 外部連結
维基共享资源上的相關多媒體資源：諾士佛臺
22°18′4.7016″N 114°10′26.6268″E / 22.301306000°N 114.174063000°E